# Ţeyţāq
Ţeyţāq (persiska: تِيطَخ, طيطاق) är en ort i Iran.   Den ligger i provinsen Kurdistan, i den nordvästra delen av landet, 400 km väster om huvudstaden Teheran. Ţeyţāq ligger 2 131 meter över havet och antalet invånare är 148.
Terrängen runt Ţeyţāq är varierad. Runt Ţeyţāq är det ganska glesbefolkat, med 28 invånare per kvadratkilometer. Närmaste större samhälle är Qojūr, 5,0 km öster om Ţeyţāq. Trakten runt Ţeyţāq består i huvudsak av gräsmarker.